# François de Clermont-Tonnerre (Bischof)
François de Clermont-Tonnerre (* 1629; † 15. Februar 1701 in Paris) war Bischof und Graf von Noyon.

## Leben
François de Clermont-Tonnerre war der zweite Sohn des Grafen von Clermont und Tonnerre, François de Clermont-Tonnerre, Generalleutnant der Bourgogne, und der Marie Vignier (1603–1679), Tochter des Präsidenten des burgundischen Landtages (États de Bourgogne), Jacques Vignier. Er studierte bei den Jesuiten in Paris und wurde von der Sorbonne zum Doktor der Theologie promoviert. 1660 zum Bischof und Grafen von Noyon und Pair von Frankreich ernannt, erhielt er am 2. Oktober 1661 die Bischofsweihe. 1694 wurde er Mitglied der Académie française. 1695 präsidierte er der Nationalversammlung des französischen Klerus.
Saint-Simon beschreibt in seinen Erinnerungen (Mémoires) vor allem Clermont-Tonnerres übergroße Eitelkeit, die seine hervorstechendste Eigenschaft gewesen zu sein scheint. Sein einziges persönliches Verdienst war nach Vedrenne (Fauteuils de l’Académie française, Paris 1887/88) seine Promotion, alle weiteren Ehrungen, auch der Sitz in der Académie, waren seiner vornehmen Geburt zu verdanken.